# Whisky canadenc
El Whisky canadenc  (Canadian whisky) és el whisky produït al Canadà.
Segons la legislació canadenca aquest whisky ha de tenir la massa (mashing), ser destil·lat i envellit al Canadà. L'envelliment ha de durar tres anys i les botes han de ser de fusta i amb menys de 700 litres de capacitat.

## Marques
- Glen Breton Rare single malt
- Quebec maple fets de la destil·lació de la saba de l'auró del sucre o de whisky de sègol i auró.